# Conferencia de Praga
La Conferencia de Praga, oficialmente la VI Conferencia Panrusa del Partido Obrero Socialdemócrata de Rusia (POSDR), tuvo lugar en Praga (Austria-Hungría) entre el 5 y el 17 de enero de 1912.

## Antecedentes
Para captar el trasfondo de esta conferencia, habría que remarcar la diferencia existente entre el concepto «bolchevique» y «menchevique», que había surgido en el Segundo Congreso del POSDR (Londres, 1903). Los delegados no pudieron llegar a un consenso sobre los principios de organización del partido, por lo que Lenin y Mártov propusieron dos versiones diferentes sobre la afiliación al partido.
Los bolcheviques defendían la no conciliación con los políticos burgueses liquidadores y ostovistas. Los primeros defendían que el POSDR  debía ser enteramente legal, mientras que los "ostovistas" defendían la clandestinidad plena del POSDR. En tanto, los Bolcheviques dirigidos por Lenin, defendían que la acción del partido debía ser en ambos sentidos, no fue por megalomanía, como defienden algunos revisionistas y la burguesía, sino que fue una defensa de principios.
La diferencia de redacción era mínima, pero sirvió como razón formal de la división. Entre los historiadores, no hay consenso sobre el sentido de esta diferencia. Sin embargo, para el historiador británico, Robert Service, la diferencia estaba en que Mártov defendía que los miembros el partido podrían expresar su propia opinión, mientras que Lenin buscaba la subordinación de la sala de congresos. 
En 1912, en el momento de la Conferencia de pPraga, los bolcheviques consideraban que los mencheviques eran un pequeño grupo de políticos pequeñoburgueses que habían salido de las masas. Por lo que era hora de poner fin a cualquier asociación formal con ellos. En 1906, por el contrario, los bolcheviques se habían unido formalmente con los mencheviques para recuperar a los trabajadores socialdemócratas que seguían bajo la influencia de los líderes mencheviques. 
Según Robert Service, Maxim Gorki, que simpatizaba con los bolcheviques, creía que las acciones de Lenin estaban impulsadas por la ambición y los mencheviques acusaban a Lenin de megalómano.  

## Desarrollo
A la Conferencia asistieron dieciocho bolcheviques, aunque Iósif Stalin y Yákov Sverdlov, que estaban entonces en el exilio, no pudieron ir. Gueorgui Plejánov alegó estar demasiado enfermo para acudir. En la conferencia, Vladímir Lenin y sus partidarios rompieron con el resto del Partido Obrero Socialdemócrata de Rusia y formaron el suyo propio, el Partido Obrero Socialdemócrata de Rusia (Bolchevique). La idea era que la conferencia fuera secreta: Lenin había instruido que «nadie, ninguna organización debe saber de ella». Sin embargo, la Ojrana, la policía secreta del Imperio ruso, estuvo informada de todos los detalles.
Siete personas fueron elegidas para formar parte del Comité Central: Lenin, Zinóviev, Malinovski (que posteriormente se reveló que era un espía al servicio de la Ojrana), Ordzhonikidze, Spandarián, Yákov Sverdlov y Goloshchokin. Los cuatro últimos crearon un Buró Ruso para dirigir el partido junto con Kalinin y Stalin, que lideraron el Buró. Esto aseguró la dominancia de los emigrados de origen ruso frente a los emigrados considerados «nulos y sin efecto» por Ordzonikidze. Spandarián reclamó que el grupo de emigrados se disolviera.

## Consecuencias
Tras la conferencia, por recomendación de Lenin y Zinóviev, Stalin fue incorporado al Comité Central Bolchevique. Elena Stásova fue elegida secretaria del Buró Ruso. Stepán Shaumián y Mijaíl Kalinin fueron elegidos miembros del Comité Central. Irónicamente, se sospechaba de que Kalinin fuera un agente de la Ojrana, por lo que no fue un miembro de pleno derecho. Los dos habían sido camaradas de Stalin en el Cáucaso.
Stalin dijo: "Esta conferencia fue la de mayor importancia en la historia de nuestro Partido, ya que trazó una línea divisoria entre los bolcheviques y los mencheviques y amalgamó, así, a las organizaciones bolcheviques de todo el país en un partido bolchevique unido". 